# 山田君與7人魔女 (電視劇)
《山田君與7人魔女》是一部从2013年8月10日起在日本富士电视台播出的日本电视连续剧，由同名漫画改编而成，由星護、高丸雅隆导演，西内麻理耶主演。播送时间为每周六晚11时10分至11时55分，每集45分钟（含广告）。

## 作品概要
《山田君與7人魔女》是由同名漫画改编的电视剧作品。男主角山田龙是朱咲高中的头号不良学生，成绩也是倒数。阴差阳错之下，他与年级第一的美少女白石丽互换了身份，并且发现学校中有七个“魔女”，集合七个魔女後，更会发生极大的事件。

女主角白石丽由西内麻理耶饰演，是她首次主演的地面电视播放的电视连续剧。由於設定上劇裏的7個魔女都是以接吻來發動自身的能力，故該劇中有不少接吻鏡頭。西内在同年8月9日出席綜藝節目《笑笑又何妨！》時亦表示「接吻多得已經習慣了」。男主角山本裕典在6月16日的记者见面会上透露，这部作品是他6年来首次通过试镜得到的角色，在多名对手中脱颖而出得到演出机会。

## 角色簡介
| 本列表僅列出重要角色之簡介 （排列方式為片尾演員表之順序） | 本列表僅列出重要角色之簡介 （排列方式為片尾演員表之順序） | 本列表僅列出重要角色之簡介 （排列方式為片尾演員表之順序） | 本列表僅列出重要角色之簡介 （排列方式為片尾演員表之順序） |
| 演員 （當時年齡）                                         | 飾演角色（年齡）                                          | 簡介 |                                                           |
| --------------------------------------------------------- | --------------------------------------------------------- | --- | --------------------------------------------------------- |
| 西内麻理耶（19）                                          | 白石丽（17）                                              | 朱咲高中二年级学生，相貌出众，学习成绩全级第一。个性内向，寡言少语，不拘言笑。然而在与同班同学山田龙互换身份之前没有什么朋友，常常暗中被人欺凌，因而厌恶上学，甚至在高二入学时的调查表中表示不愿报考大学。在偶然的机会下阴差阳错与山田龙交换了身体。山田龙的作为让她摆脱了被欺凌的问题，也获得了朋友和人气，对学校的态度发生了改变。剧中首个出场的魔女，拥有的能力是「內在互換（入れ替わり）」，能够与自己亲吻的对象交换身体。与山田龙一起加入了超常现象研究部。 |                                                           |
| 山本裕典（25）                                            | 山田龙（17）                                              | 朱咲高中二年级学生，初中时期学习努力，但考上高中后无法融入学校生活，成绩急剧下降。成绩倒数，常常挂科，被人称为“笨蛋”而取笑。偶然的机会下与年级第一的同班同学白石丽互换了身体，生活发生了极大的改变。拥有「复製（コピー）」的能力，能复製最近一次与自己接吻的魔女的能力而不受影响，並且从接吻的一刻起拥有该能力，但同時會失去之前複製的能力。与白石丽一起加入了超常现象研究部。擅长格斗技能是回旋踢。                                                   |                                                           |
| 特林德尔·玲奈（21）                                       | 伊藤雅（17）                                              | 朱咲高中二年级学生，对超自然现象非常感兴趣而加入了超常现象研究部，却意外看见了正在亲吻的山田龙和宫村虎之介。发现魔女的传说後十分热衷，成为了“魔女侦探”，决心找出所有魔女。 |                                                           |
| 井出卓也（22）                                            | 宫村虎之介（17）                                          | 朱咲高中二年级学生，学生会的副会长之一，也是下一任会长的候补人选。和山田龙相识。为了竞争学生会长的职位，接受了劝说白石丽报考大学的任务。接近观察白石丽的时候发现了山田龙和白石丽能够交换身体的秘密，大感兴趣。介绍两人进入了超常现象研究部。发现了学校有七个魔女的传说後，开始积极寻找魔女的下落。超常现象研究部的最早成员。 |                                                           |
| 大野丝（17）                                              | 小田切宁宁（17）                                          | 朱咲高中二年级学生，学生会副会长之一。个性高傲，一直在争夺下任学生会长。剧中第二位出场的魔女，拥有「俘虏」的能力，能够俘虏自己亲吻对象的心，让对方心甘情愿为自己做事。拥有多位忠心追随者组成的亲卫队。 |                                                           |
| 间宫祥太朗（19）                                          | 五十嵐潮（17）                                            | 朱咲高中二年级学生，小田切宁宁的忠实追随者，亲卫队成员之一。初中时与山田龙认识，有不为人知的纠缠。 |                                                           |
| 美山加恋（16）                                            | 大塚芽子（17）                                            | 朱咲高中二年级学生，学习成绩平平，热爱并擅长画漫画，希望长大後成为有名气的漫画家。然而由于哥哥离家出走，被母亲寄望于继承家族的医院，要求她考上医科。剧中第三位出场的魔女，拥有心电感应的能力，能够与自己亲吻的对象互相感知彼此的内心想法，直接以精神意念交流。与她亲吻的不同对象之间也能够互相感应内心并交流。再次亲吻後则失去感应。 |                                                           |
| 松井爱莉（16）                                            | 泷川诺亚（16）                                            | 朱咲高中一年级学生，小时候曾经是广告童星，但试图成为歌手时被捉弄，留下童年阴影。与同年级别班的数人成立小团体。后来在山田龙和白石丽的帮助下走出阴影。剧中第四位出场的魔女，拥有看见他人心中过往阴影或心理创伤的能力，能够感受到自己亲吻对象内心深处痛苦的回忆场景。曾经看到过《魔女笔记》的下卷。 |                                                           |
| 小岛藤子（19）                                            | 猿岛玛丽亚（17）                                          | 朱咲高中二年级学生，初中以前在美国留学。剧中出场的第五位魔女。拥有能够透视未来的能力，能够看到与自己亲吻的对象的未来（或者以亲吻对象的第一视角体验未来的场景，或者以第三者的视角看到未来场景的投影）。由于看到过自己男友在未来摔伤腿而提醒他，但因此被男友厌恶。此後讨厌自己的能力，希望去掉这种能力。遇到山田龙之後了解到魔女的故事，并看到白石丽在未来摔伤。经过众人的努力，改写了未来，拯救了白石，也对自己拥有能力的事实改观。                     |                                                           |
| 川村雪绘（27）                                            | 西园寺理花（18）                                          | 朱咲高中三年级学生，二年级时与宫村雷欧娜是好朋友，两人都是超常现象研究部的成员。在陪同雷欧娜在学校内探险时在废弃教室里发现了《魔女笔记》。得知魔女能够通过亲吻发动能力後与雷欧娜接吻，导致雷欧娜失忆，从此形同路人。剧中第七位出场的魔女，拥有操控记忆的能力，亲吻时能够将接吻对象对自己的记忆消去。喜爱欧式洛可可风的穿着打扮，讨厌穿内裤，理由是不希望留下印痕。                                                                                     |                                                           |
| 小林凉子（23）                                            | 飞鸟美琴（18）                                            | 朱咲高中三年级学生，学生会长的秘书。剧中第一集便出场，但直到第六集才展现出魔女的能力。她的能力是“透明”，能够让亲吻的对象无法看见自己。身负美貌，但十分厌恶周围男生的目光。暗恋学生会长山崎春马，认为他与别的男生不同，不会仅仅将自己作为女性看待。但後者只将他看作是可以利用的工具。 |                                                           |
| 德山秀典（30）                                            | 山崎春马（18）                                            | 朱咲高中三年级学生，学生会的会长。由于即将毕业，不久後将退出学生会长职位。了解七个魔女的传说，拥有《魔女日记》下卷。能够夺取魔女的能力。 |                                                           |
| 中别府葵（22）                                            | 宫村雷欧娜（18）                                          | 朱咲高中三年级学生，宫村虎之介的姐姐，与虎之介同住。二年级时是超常能力研究部的成员，与西园寺理花是好朋友。两人在废弃教室探险的时候发现了《魔女笔记》，得知了可以通过亲吻发动能力之魔女的存在。然而在与理花亲吻做实验的时候被理花的能力影响，失去了对理花和魔女的记忆。 |                                                           |

## 演員表
| - 西內麻理耶 饰演 白石丽 - 山本裕典 饰演 山田龙 - 特林德尔·玲奈 饰演 伊藤雅 - 井出卓也 饰演 宮村虎之介 - 大野丝 饰演 小田切寧寧 - 间宫祥太朗 饰演 五十嵐潮 | - 美山加戀 饰演 大塚芽子 - 松井愛莉 饰演 瀧川諾亞 - 小岛藤子 饰演 猿島瑪利亞 - 永江祐貴 饰演 豬瀨潤 - 小林凉子 饰演 飛鳥美琴 - 川村雪绘 饰演 西园寺理花 | - 德山秀典 饰演 山崎春馬 - 中别府葵 饰演 宫村雷欧娜 - 足立梨花 饰演 佐佐木凛 - 土屋裕一 饰演 緑川 - 小松利昌 饰演 遠田 - まいど豊 饰演 橋本 |

## 工作人員
- 原作：《山田君與7人魔女》（山田くんと7人の魔女）（吉河美希 著，講談社）
- 企劃：清水一幸、鹿内植
- 製片：柳川由起子
- 劇本：小川真
- 導演：星護、高丸雅隆
- 音樂：佐橋俊彦
- 製作：富士電視台
- 製作著作：共同電視[7]

## 音樂
- 主题曲：《不需要什麼時光機》（You, Be Cool），演唱：前田敦子

## 播出日程
| 集數                                                   | 播放日期 （2013年） | 日文標題 | 中文標題 | 導演     | 收視率 |
| ------------------------------------------------------ | ------------------- | -------- | -------- | -------- | ------ |
| 第1集                                                  | 8月10日             |          | 互換身体 | 星護     | 6.9%   |
| 第2集                                                  | 8月17日             |          | 俘虜人心 | 星護     | 7.3%   |
| 第3集                                                  | 8月24日             |          | 心电感应 | 高丸雅隆 | 5.2%   |
| 第4集                                                  | 8月31日             |          | 心灵创伤 | 星護     | 5.7%   |
| 第5集                                                  | 9月7日              |          | 透視未來 | 高丸雅隆 | 6.9%   |
| 第6集                                                  | 9月14日             |          | 透明人   | 星護     | 6.3%   |
| 第7集                                                  | 9月21日             |          | 操控记忆 | 高丸雅隆 | 6.6%   |
| 第8集                                                  | 9月28日             |          | 封印魔女 | 星護     | 5.5%   |
| 平均收視率：6.3%（關東地區，由Video Research公司調查） |                     |          |          |          |        |

## 与原作的差别
- 原作中学校的名称是朱雀高中，而电视剧中是朱咲高中。
- 原作中各个角色的发色与电视剧略有差别。漫画之中，山田龙染有蓝发，白石丽是金白色头发，宫村虎之介是浅蓝灰色头发，伊藤雅是紫发。电视剧中，山田龙是黑发，白石丽是棕发，宫村虎之介是金色偏棕发色，而伊藤雅是金色头发。此外小田切宁宁在漫画中是短发，在电视剧中是长直发；伊藤雅在漫画中是短发，在电视剧中是侧马尾。五十岚潮在漫画中戴眼镜，而在电视剧中没有戴眼镜。
- 原作中山田龙没有与同学以外者亲吻过，电视剧中山田龙与大塚芽子的母亲接吻，以让她听到芽子的心声。
- 原作中第七魔女和會長是同一邊，忠於學生會長山崎，並執其指示；而電視劇是因為想消除自己的能力，主動尋找山田他們幫忙。
- 原作中第5位魔女猿島瑪利亞原本差點被第4位魔女瀧川諾亞陷害，差點被退學，最後由山田幫忙解決；而在電視劇第5位魔女猿島瑪利亞是在學生會辦公室前阻止山田而認識他，因此得到山田幫助。第4位魔女瀧川諾亞在電視劇裡並沒有陷害第5魔女。
- 原作有椿劍太郎這個角色，電視劇裡並沒有。
- 原作中(七魔女下卷)在第4位魔女瀧川諾亞身上，而電視劇是在會長山崎春馬身上。
- 原作中有多出一個叫玉木真一的魔女殺手，並奪取了飛鳥美琴的透明能力；而電視劇的魔女殺手是會長山崎春馬，飛鳥美琴的透明能力並沒有被任何人奪取。
- 原作中宮村虎之介的姐姐，因為發現第七魔女能力的可怕性後，基於該能力只在學校生效而逃學躲在家中避險；電視劇裡宮村虎之介的姐姐，是因為和好朋友第7位魔女西園寺理花親吻，而失去了和好朋友的所有記憶，從此就不在去學校，把自己關在房間裡。
- 原作中有舊校舍發生火災事件，第5位魔女猿島瑪利亞因看見舊校舍的火災及不想變成縱火者而一度逃學；而在電視劇裡並沒有舊校舍發生火災事件，第5位魔女猿島瑪利亞也沒有逃學。
- 原作中第7位魔女西園寺理花，不須接吻就可發動能力；但是電視劇的第7位魔女西園寺理花，必須親吻才能發動能力。